# リヒャルト・R・エルンスト
リヒャルト・ローベルト・エルンスト（Richard Robert Ernst, 1933年8月14日 - 2021年6月4日）はスイスの化学者である。1991年にノーベル化学賞を受賞した。

## 来歴
スイスのヴィンタートゥールで生まれた。スイス連邦工科大学で博士号取得。1962年にカリフォルニア州パロアルトのヴァリアン (Varian) 社に技術者として入社し、1964年に Weston A. Andersonと共にフーリエ変換NMRの研究を行った。その後、1967年に再びスイス連邦工科大学へと戻り、のちに同大学の化学科教授になった。1991年に、フーリエ変換NMRの開発への貢献業績によってノーベル化学賞を受賞した。2006年現在もなおチューリッヒの同大学へ勤務し、研究を行っている。
彼が貢献したこの技術は、有機化学での分子構造の同定において非常に有力な手段となったほか、医療分野でも核磁気共鳴画像法 (MRI) として実用化され、画像診断の際の有力な手がかりとなった。
ノーベル委員会によって作られたポスターによると、彼のノーベル賞受賞の元となったアイデアは、元々はベルギー人化学者でブリュッセル自由大学の教授であるジャン・ジェーネル (Jean Jeener) のものであったことを認めている。
2021年6月4日にヴィンタートゥールで亡くなった。87歳だった。

## 受賞歴
- 1991年 ウルフ賞化学部門
- 1991年 ルイザ・グロス・ホロウィッツ賞（コロンビア大学より）
- 1991年 ノーベル化学賞